# Fridolin Walcher
Fridolin Walcher (* 21. Juni 1951 in Braunwald) ist ein Schweizer Fotograf. 

## Leben
Fridolin Walcher lebt in Nidfurn im Kanton Glarus und ist seit 1991 freiberuflich tätig in der Fotografie für Kommunikation und Industriefotografie. Mitglied der   Vereinigung fotografischer Gestalter. Er arbeitet an Ausstellungsprojekten und Publikationen.

## Publikationen
- 2011: Hunger nach Gerechtigkeit, Helden Verlag[1]
- 2010: Vertikale Ebenen, Helden Verlag[2]
- 2007: Von Glarus nach Belo Horizonte, NZZ Libro[3]

## Ausstellungen
- 2014: Vertikale Ebenen Berlin/Glarus, Galerie Dolce, Berlin[4]
- 2014: Der geteilte Himmel, Fotobastei, Zürich

## Preise
- Ostschweizer Medienpreis 2017[5]
- Atelierstipendium Berlin 4 Monate, Zentralschweizer Kantone[6]